# Pristanišče Ploče
Pristanišče Ploče (hrvaško: Luka Ploče) je pristanišče v Pločah na Hrvaškem, v bližini izliva reke Neretve na obali Jadranskega morja. Uradno so ga odprli leta 1945, potem ko je bila zgrajena železnica kot oskrbovalna pot za povezavo mesta z industrijskimi objekti na območju Sarajeva in Mostara v Bosni in Hercegovini, ki je bila takrat del Jugoslavije. Od leta 2010 se je uvrstilo na drugo največje tovorno pristanišče na Hrvaškem za pristaniščem Reka s pretovorom 4,5 milijona ton tovora, ki ga sestavljajo večinoma splošni tovor in razsuti tovor, vključno z 20.420 enakovrednimi enotami (TEU). Luka Ploče je v letu 2008 zabeležila 2555 prihodov ladij. Upravlja ga uprava pristanišča Ploče.
Pristanišče Ploče je od leta 1945 beležilo stalno rast in razvoj, vendar je zaradi hrvaške osamosvojitvene vojne in bosanske vojne med letoma 1991 in 1996 močno upadlo. Konec 2000 -ih je Luka Ploče d.d., primarni koncesionar pristanišča Ploče, začela z ambicioznim naložbenim načrtom, katerega cilj je znatno povečanje obsega pristaniškega poslovanja. Financiranje je bilo zagotovljeno leta 2007, Luka Ploče d.d. pa je do leta 2014 vložil 91 milijonov evrov v pristaniško infrastrukturo in okoli 180 milijonov evrov v pristaniško opremo.